# Coleraine (Minnesota)
Coleraine és una població del Comtat d'Itasca (Minnesota) Estats Units d'Amèrica. Segons el cens dels Estats Units del 2000 tenia 1.110 habitants.

## Demografia
Segons el cens del 2000, Coleraine tenia 1.110 habitants, 443 habitatges, i 317 famílies. La densitat de població era de 68,9 habitants per km².
Dels 443 habitatges en un 32,7% hi vivien nens de menys de 18 anys, en un 59,1% hi vivien parelles casades, en un 9,9% dones solteres, i en un 28,4% no eren unitats familiars. En el 23,9% dels habitatges hi vivien persones soles el 13,5% de les quals corresponia a persones de 65 anys o més que vivien soles. El nombre mitjà de persones vivint en cada habitatge era de 2,51 i el nombre mitjà de persones que vivien en cada família era de 3.
Per edats la població es repartia de la següent manera: un 25,9% tenia menys de 18 anys, un 8,5% entre 18 i 24, un 26% entre 25 i 44, un 22,5% de 45 a 60 i un 17,1% 65 anys o més.
L'edat mediana era de 37 anys. Per cada 100 dones de 18 o més anys hi havia 94,6 homes.
La renda mediana per habitatge era de 38.681 $ i la renda mediana per família de 52.361 $. Els homes tenien una renda mediana de 39.875 $ mentre que les dones 22.353 $. La renda per capita de la població era de 16.514 $. Entorn del 6,4% de les famílies i el 9,8% de la població estaven per davall del llindar de pobresa.

## Poblacions més properes
El següent diagrama mostra les poblacions més properes.